# Supremo consiglio per la sicurezza nazionale
Il Supremo consiglio per la sicurezza nazionale (in lingua farsi شورای عالی امنیت ملی  Shoraye Aliye Amniate Melli) è il consiglio di sicurezza nazionale della Repubblica Islamica dell'Iran, il cui segretario è Said Jalili. Questa istituzione venne fondata in occasione della revisione costituzionale del 1989.
Le responsabilità del consiglio, definite dalla costituzione, riguardano:
1. Determinazione della difesa e delle politiche di sicurezza nazionale nel quadro delle norme generali determinate dalla Guida Suprema dell'Iran;
2. Coordinamento delle attività nei settori relativi alla politica, l'intelligence, il sociale, la cultura e l'economia in materia di difesa generale e politiche di sicurezza;
3. Sfruttamento delle risorse materiali e intellettuali del paese per affrontare le minacce interne ed esterne.

## Composizione
Questo organismo, secondo l'articolo 176 della Costituzione della Repubblica islamica dell'Iran deve essere presieduto dal presidente del Paese. Il presidente nomina il segretario del Consiglio. Le decisioni del Consiglio diventano operative dopo la conferma da parte della Guida Suprema dell'Iran. La Guida Suprema dell'Iran, Ali Khamenei, è a capo della politica estera.

## Politica nucleare
Il Supremo Consiglio di sicurezza nazionale formula la politica nucleare del paese che diventa operativa se confermata dalla Guida Suprema del Paese. Il Segretario del Consiglio è anche il capo negoziatore nucleare dell'Iran.

## Membri
Nel 2013, i componenti sono:
1. Segretario del supremo consiglio per la sicurezza nazionale (SNSC) - Said Jalili
2. Capo dell'esecutivo - Presidente Mahmoud Ahmadinejad
3. Capo del potere legislativo - Ali Larijani
4. Capo del potere giudiziario - Ayatollah Sadeq Larijani
5. Rappresentante della Guida Suprema dell'Iran in seno al Supremo consiglio per la sicurezza nazionale (SNSC) - Hassan Rouhani
6. Capo delle forze armate (SCCAF)- Major General Hassan Firouzabadi
7. Capo dell'esercito - Major General Ataollah Salehi
8. Capo delle Guardie della Rivoluzione (IRGC) - Major General Mohammad Ali Jafari
9. Ministro degli Esteri - Ali Akbar Salehi
10. Ministro degli Interni - Mostafa Mohammad Najjar
11. Ministro dell'Informazione (Intelligence and Security) - Heyder Moslehi
12. Ministro della Difesa - Brigader General Ahmad Vahidi